# Philipp Moritz Fischer

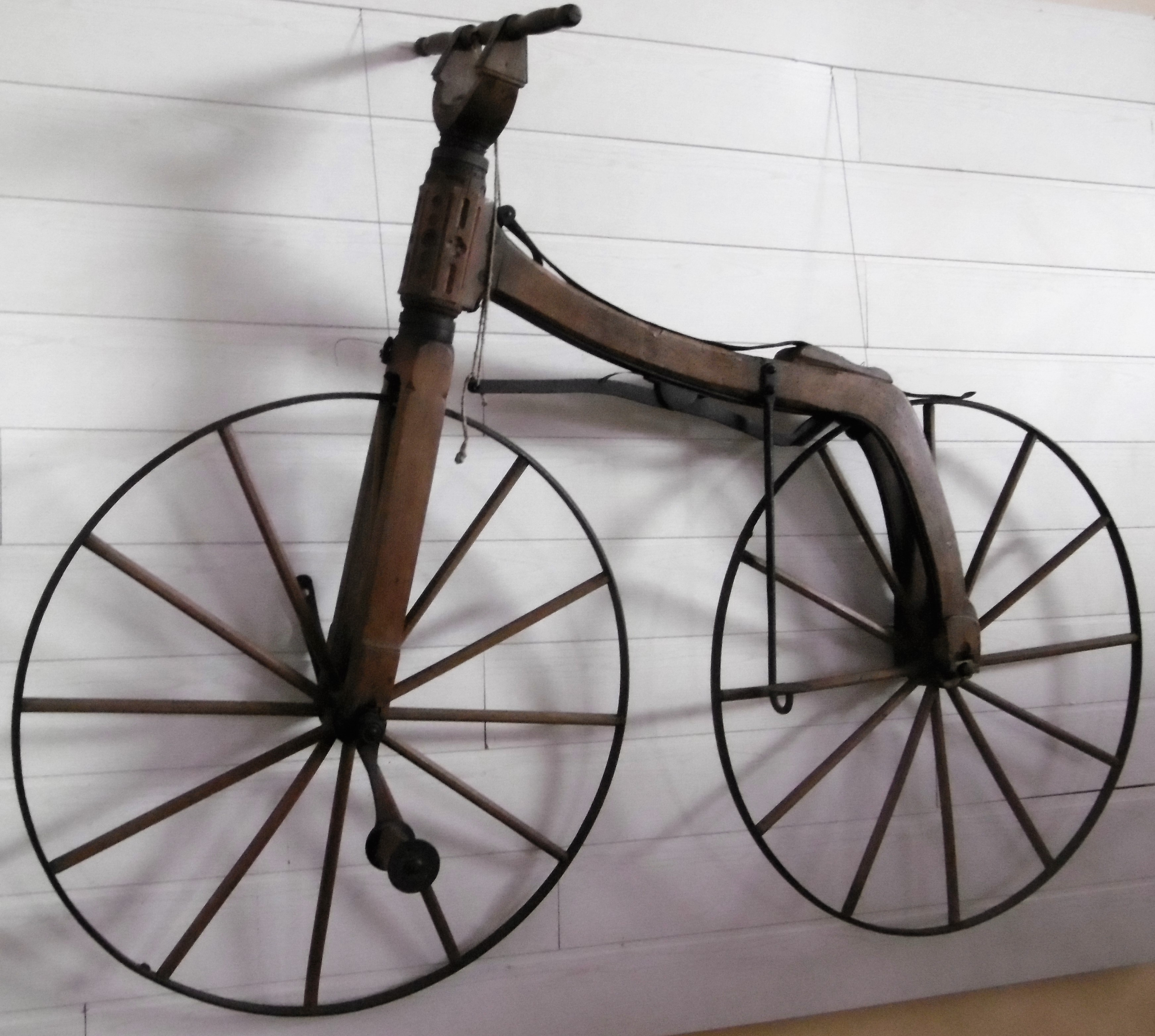
Fischers "Tretkurbelfahrrad" från 1853

Philipp Moritz Fischer, född 8 mars 1812 i Schweinfurt, död 6 september 1890 därstädes, var en tysk orgelbyggare, Musikinstrumentmakare och uppfinnare. 
Philipp Morris Fischer var son till gästgivaren Samuel Georg Ernst Fischer och Sophia Louise Christiane. Vid nio års ålder fick Philipp Moritz Fischer en dressin, en föregångare till cykeln, som han tog sig till och från skolan med. Han gick ut ur skolan vid tolv års ålder och blev lärling hos en möbelsnickare i Würzburg. Därefter gick han i lära hos en orgelbyggare i Bamberg. Efter sin gesällvandring till flera europeiska storstäder, återvände han till Schweinfurt 1837. År 1840 flyttade han med sin förlovade, Wilhelmine Lambinus, till London och gifte sig där. Parets förstfödde dog i tidig ålder och makarna återvände till Schweinfurt. 
I Schweinfurt hade Fischer kombinerad verkstad och bostad nära torget. Han tillverkade orglar och cembalor. Som piano- och orgelreparatör behövde han röra sig utanför hemorten, och han försökte förkorta restiderna med hjälp av en löpmaskin.
År 1853 tillverkade Fischer den första benskakaren med trampdrift, men spred inte kunskapen om denna uppfinning. Det enda byggda exemplaret finns på Städtischen Museum Schweinfurt. 
Fischer var far till Friedrich Fischer (1849–1899), som 1883 uppfann den första slipmaskinen för kulor och grundade kullagerföretaget FAG.